# Poliquistosi renal

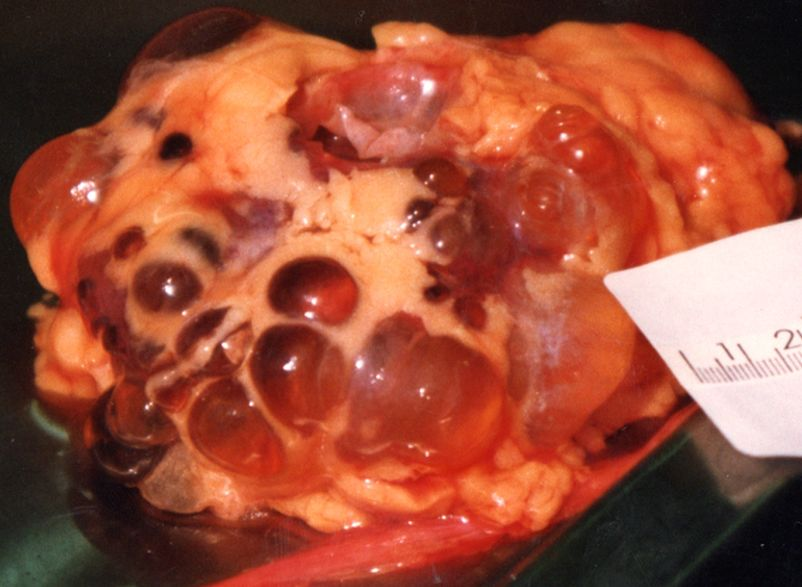
Aspecte extern d'un ronyó poliquístic.

La poliquistosi renal és un trastorn genètic (hereditari) en què es formen molts quists en els ronyons. Els quists formats en aquesta malaltia poden reemplaçar lentament gran part de la massa del teixit dels ronyons cosa que redueix la funció renal i condueix a insuficiència renal. Alguns problemes dels ronyons poden presentar-se quan el nen està encara en el ventre de la mare. Els signes de malaltia dels ronyons dels nens varien. Un nen pot tenir un creixement anormalment lent, vomitar sovint o tenir dolor d'esquena o de costat. Algunes malalties dels ronyons poden ser silencioses durant mesos o fins i tot anys. A vegades se l'anomena poliquistosis renal adulta, ja que sovint no es detecta fins aquesta etapa.
Aquesta malaltia és la quarta causa d'insuficiències renals al món, i actualment la pateixen unes 12,5 milions de persones.

## Tipus

### Poliquistosi renal autosòmica dominant
Generalment acostuma a aparèixer en etapes adultes de la vida, però també s'han donat casos de nens petits.

### Poliquistosi renal autosòmica recessiva
L'expressió d'aquesta mutació consisteix en la dilatació dels conductes col·lectors renals, la diagènesi (malformació d'un òrgan) biliar i fibrosis en els tracte portal. Els nens afectats acostumen a presentar durant l'etapa intrauterina un engrandiment anormal dels ronyons i també una producció d'orina pobre.
Aproximadament el 30% dels nounats afectats moren al cap de poc temps degut a una hipoplàsia severa pulmonar i insuficiències respiratòries secundàries. Els nens que sobreviuen a les primeres setmanes de vida expressen els símptomes característics de la malaltia, com la hipertensió arterial, insuficiència renal i hipertensió portal deguda a la fibrosi del tracte portal.

## Tractament
De moment no té cura, però el tractament pot disminuir els símptomes i prolongar la vida.
Per tractar els dolors i els mals de caps, als pacients se’ls hi recomana aspirina. Per a les infeccions de tracte urinari (que són comuns), es combaten amb antibiòtics.
Mantenir la pressió sanguínia sota control pot alentir els efectes de la PKD.
Al cap d'alguns anys quan la poliquistosi està en l'etapa final de la malaltia, quan els ronyons ja no responen, només hi ha dos possibles solucions: diàlisis o trasplantament de ronyó, aquesta segona opció té molt d'èxit, i els ronyons trasplantats no desenvolupen quists.